# Kruiskapel Op de Donk

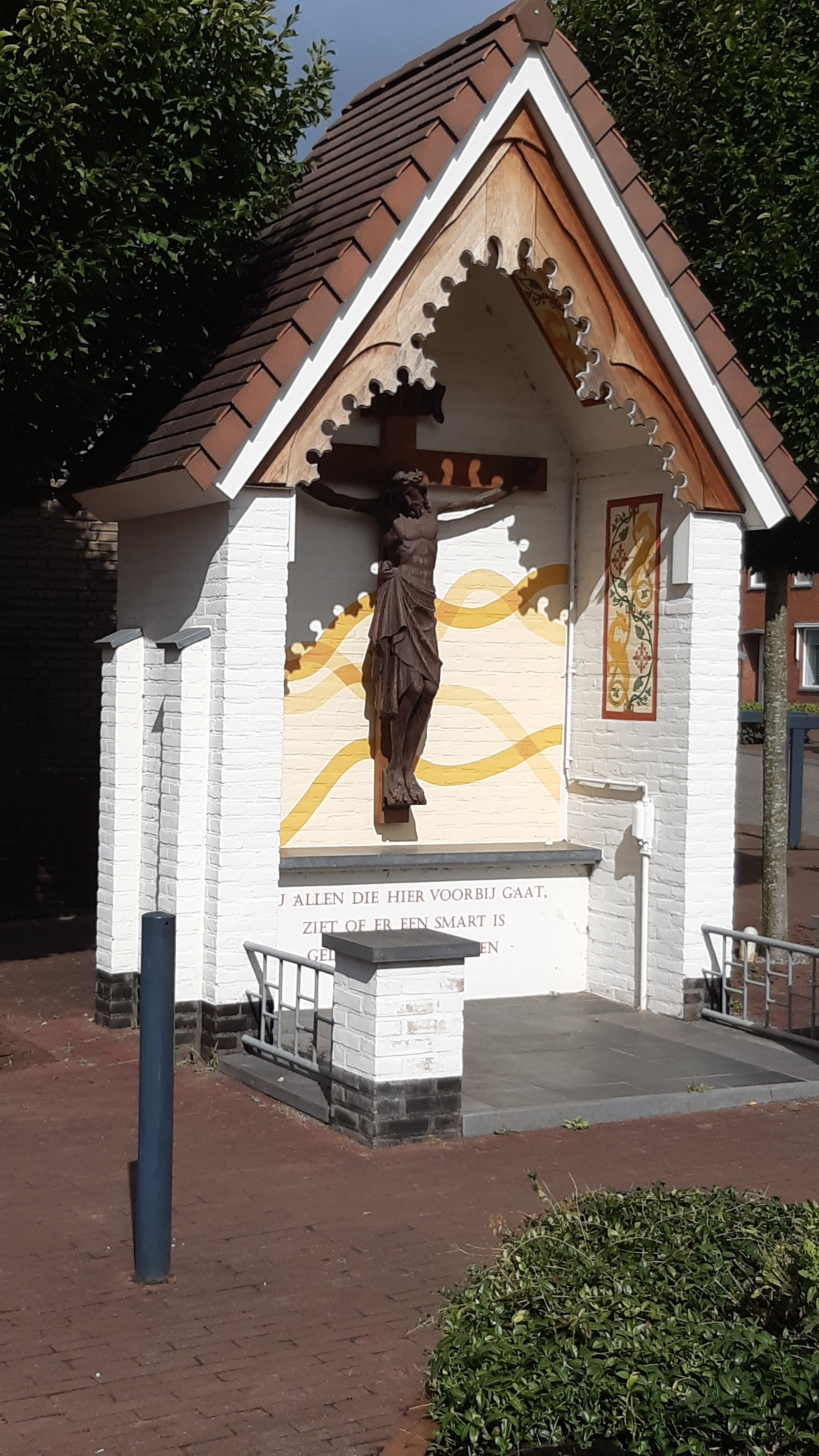
Kruiskapel Op de Donk in 2024

De Kruiskapel Op de Donk is een kapel in Posterholt in de Nederlandse gemeente Roerdalen. De kapel staat aan de vijfsprong van de Roermondseweg, Burgemeester Geradtsstraat, Donckerstraat, Hoofdstraat en Middenweg in het noordwestelijk deel van het dorp.
De kapel is gewijd aan het kruis.

## Geschiedenis
In 1925 werd op de vijfsprong de kapel gebouwd.
In 1977 werd de kapel grondig gerestaureerd.

## Gebouw
De wit geschilderde bakstenen kapel is opgetrokken op een rechthoekig grondplan en wordt gedekt door een zadeldak. Tegen de linker- en rechtergevel zijn elk twee steunberen gemetseld. Voor de kapel zijn twee lage bakstenen zuiltjes gemetseld met tussen deze zuiltjes en de kapel een laag hekje. De frontgevel is geheel open met onder de dakrand een windbord in de vorm van een drielobboog.
Van binnen is de kapel wit geschilderd met kleurrijke motieven op de wanden. Tegen de achterwand is het wit geschilderde altaar bevestigd. Boven het altaar hangt aan de achterwand een groot kruis met corpus. Aan de voorzijde van het altaar is een tekst geschilderd:

Gij allen die hier voorbij gaat,
ziet of er een smart is
gelijk aan de mijnen.